# Ladislav Sutnar
Ladislav Sutnar (9. listopadu 1897 Plzeň – 13. listopadu 1976 New York, USA) byl designér, typograf, teoretik grafického designu, avantgardní umělec, „génius kompozice“.
Od roku 2014 je po něm pojmenována Fakulta designu a umění Ladislava Sutnara Západočeské univerzity v Plzni.

## Život
Ladislav Sutnar se narodil v Plzni v rodině c.k. poštovního pokladníka Václava Sutnara a jeho ženy Rozálie rodem Cíglerové z Chocenic. Byl nejmladší z pěti dětí.

### Osobnost

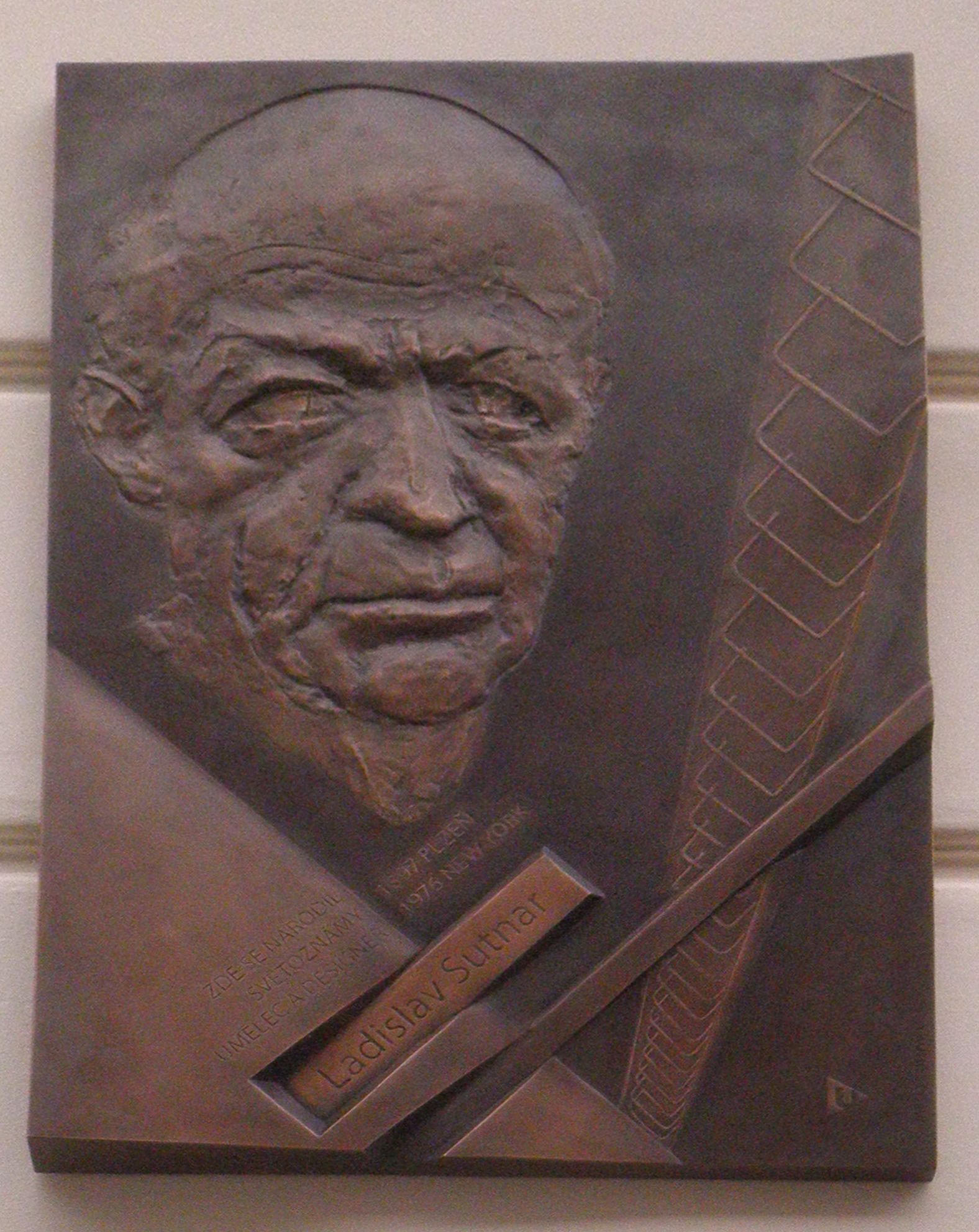
Ladislav Sutnar na pamětní desce na rodném domě v Plzni

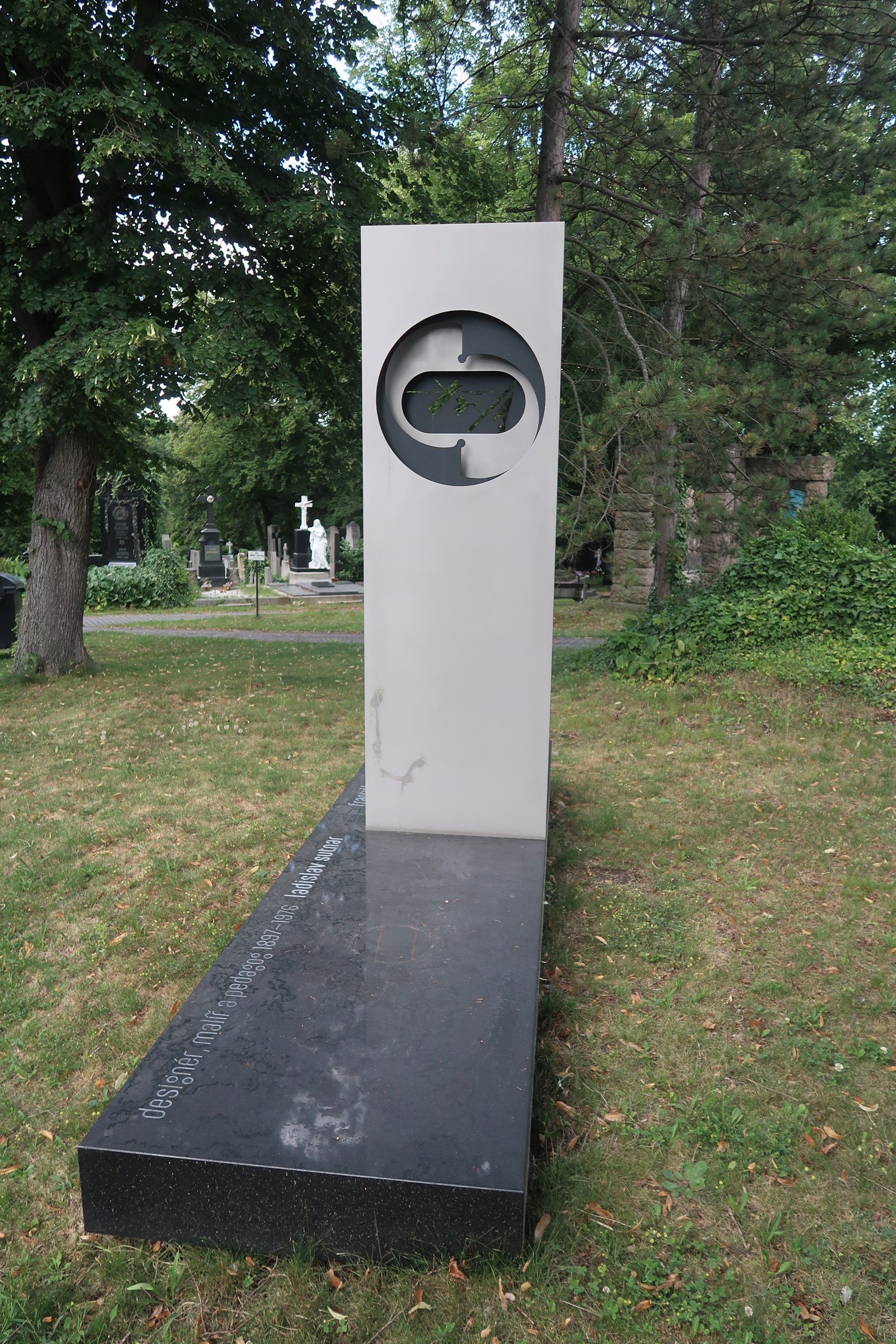
Čestný hrob designéra Ladislava Sutnara (1897–1976). Zemřel v New Yorku, ostatky v Plzni uloženy v roce 2014.

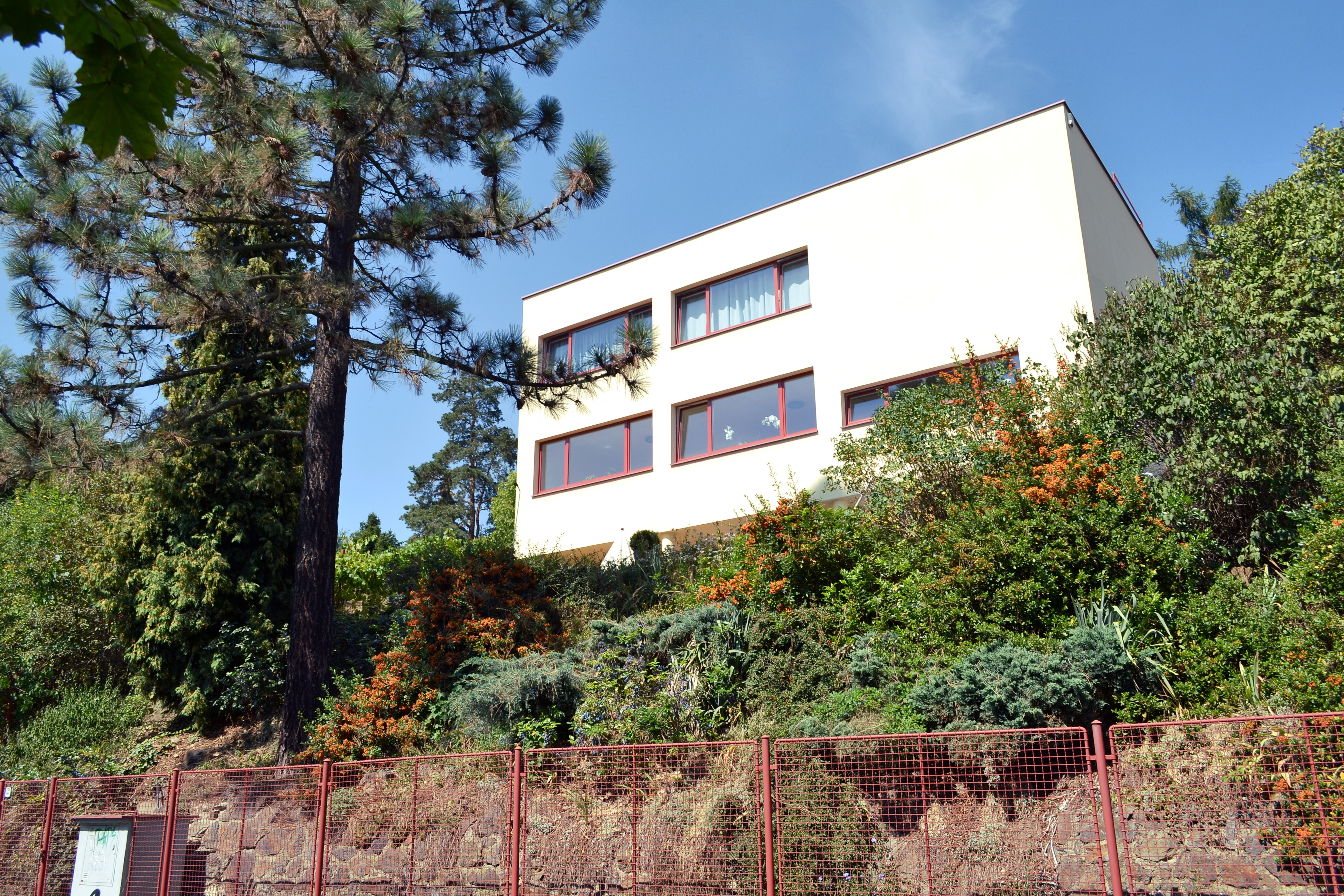
Vila Ladislava Sutnara na Babě v Praze

Patří k zásadním evropským výtvarným umělcům v oborech užité i komerční grafiky či vizuální komunikace jako byl kupř: Jan Tschichold, El Lisickij, Herbert Bayer a László Moholy-Nagy, kteří stáli u zrodu fenoménu grafický design a vizuální komunikace. Sutnarova grafická tvorba vyniká kontrastem, přehledným členěním informací, koncepční prací s fotografií, koláží, fotomontáží a s jinými do té doby výhradně kinematografickými postupy. Jeho typickým rysem byla diagonální kompozice navozující pocit pohybu v prostoru, dekorativní prvky. Jeho grafické práce zahrnují např. plakát, knižní grafiku, obchodní design, hračky, užité předměty, typografii a scénografii.
Výrazná byla dále jeho práce pro Artěl, design stolního nádobí a náčiní, zejména souprav picího skla a příborů.
Velký posun způsobil také v oblasti výstavní tvorby. Byl to doslova převrat. Dovedl banální předměty (např. technické sklo) vystavit s neobyčejnou výtvarnou grácií. Fenomenální úspěch měla výstava československého umění a uměleckého průmyslu na podzim roku 1931, kterou připravil s architektem Bohuslavem Fuchsem ve Stockholmu.
Při Světové výstavě v New Yorku v roce 1939 se měl Sutnar podílet na dokončovacích pracích na československém pavilonu, avšak situace se změnila po nacistické okupaci českých zemí v březnu 1939 – de facto neexistující československý stát se již neměl prezentovat na mezinárodní scéně. Sutnar byl tak do New Yorku nakonec vyslán, aby pavilon deinstaloval a přivezl exponáty zpět do Evropy. V Americe byl však konfrontován s dalším zvratem: československý velvyslanec v USA Vladimír Hurban a generální sekretář Jiří Janeček se rozhodli učinit politické gesto a navzdory vůli nacistů československé velvyslanectví, stejně jako pavilon na Světové výstavě zachovat. Ladislav Sutnar se rozhodl nesplnit své pokyny z Prahy a s Hurbanem a Janečkem spolupracovat, ačkoli to znamenalo, že se do Protektorátu Čechy a Morava nebude moci vrátit a jeho rodina (manželka a dva synové, ve věku 10 a 19 let) tam budou vystaveni perzekuci. Rodina za ním posléze přicestovala do USA v roce 1946.
Politickou příslušností byl Sutnar sociální demokrat. V podpoře demokratického Československa se angažoval setrvale, za druhé světové i studené války. Spolupracoval se Svobodnou Evropou a vypracoval grafickou podobu Tigridova časopisu Svědectví.
Pro komunistický režim byl Sutnar jako aktivní antikomunista nepohodlný, takže poválečná tvorba tohoto mezinárodně uznávaného grafického designéra byla v Československu prakticky neznámá. Dluh splatila až retrospektivní výstava v Jízdárně Pražského hradu a monografie v roce 2003.

## Studium a kariéra
- 1918–1925 Uměleckoprůmyslová škola v Praze
- člen sdružení Artěl, designér
- 1923 profesor na Uměleckoprůmyslové škole v Praze
- 1929–1939 pracoval v nakladatelství Družstevní práce a v oddělení bytové kultury v Krásné jizbě v Praze
- 1932 ředitel Státní grafické školy v Praze
- 1939 odjezd do USA
- 1941–1960 vedoucí výtvarník v agentuře Sweet's (profesionální přepracování široce užívaného katalogu stavebních potřeb dle zásad přehlednosti a účelnosti, společně s Knudem Lönberg-Holmem)
- 1946–1949 vedoucí kurzů reklamy na Pratt Institute
- 1951 vlastní studio Sutnar Office
- 60. léta malba v intencích jím formulovaného Joy-Artu

Jeho kniha Visual Design in Action (1960) je vedle knižního odkazu německého typografa Jana Tschicholda Die Neue Typographie považována za jedno z nejpodnětnějších děl o grafickém designu.

## Heslo
Dobrý vizuální design má velice vážný úkol. Obecné sdělnosti by neměl dosahovat ani zneužíváním vnímání minulosti, ani podbízením se takzvaně obecnému, ve skutečnosti však infantilnímu vkusu. Dobrý vizuální design musí chtít širokou veřejnost povznést a učit ji rozpoznávat kvalitu. Aby však byl designér schopen obecný vkus zušlechťovat a posouvat vývoj designu kupředu, musí pracovat s plným nasazením všech tvůrčích schopností. Musí nejprve přemýšlet, až potom navrhovat.
Sutnar, Ladislav: Visual Design in Action (1961)

## Medaile AIGA
V roce 1995 mu byla udělena prestižní medaile Asociace profesionálních grafiků AIGA. Je udělována v USA od roku 1920 nejlepším grafickým designerům a grafikům z oblasti vizuální komunikace.

## Ceny Evropa
- Stříbrná medaile (hračky), Mezinárodní výstava dekorativního umění, Paříž 1925
- Mezinárodní výstava, Barcelona 1929 Zlatá medaile (výstavnictví),
- Milánské trienále, Milánské trienále, Milán 1936 Grand Prix a 14 zlatých medailí (výstavnictví, knihy, užitkové předměty)
- Mezinárodní výstava umění a techniky v moderním životě, Paříž 1937
- Zvláštní cena předsedy 3. mezinárodního bienále užité grafiky Jana Rajlicha (výstavnictví), Brno 1968

## Ceny USA
- Fifty Books of the Vear (kafka, Red and Green, Design for Point of Sale, Package design, Visual design in Action), American Institute of Graphic Arts, New Yourk 1950, 1951, 1953, 1954, 1961
- Fifty Advertisements of the Vear (Sweet‘s catalog Service), American Institut of Graphic Arts, New York 1955
- Product Literature Competition, American Institute of Architects and Producers Council, New York 1951, 1952, 1953
- Design and Printing for Commerce, American Institute of Graphic Arts, New York 1949, 1950, 1951, 1952, 1953, 1954, 1959